# R&B Junkie
R&B Junkie è un singolo della cantante statunitense Janet Jackson, pubblicato nel 2004 ed estratto dall'album Damita Jo.

## Il brano
Il brano include un sample tratto dalla canzone I'm in Love di Evelyn "Champagne" King del 1981.

## Tracce
- CD Promo (USA)

1. R&B Junkie – 3:10